# 東方神靈廟 ～ Ten Desires.

神靈廟ver 0.01a （Trial）主選單畫面

《東方神靈廟 ～ Ten Desires.》是由同人組織上海愛莉絲幻樂團發行的彈幕射擊遊戲，為東方Project的第13作。

## 概要
2011年2月28日，ZUN的部落格新增一篇來介紹新遊戲。遊戲的體驗版原訂於原定於3月13日例大祭公開，但由於2011年日本東北地方太平洋近海地震緣故而延期、網路體驗版亦提前至4月15日公開。正式版已於8月13日C80發售。
自機角色主角博麗靈夢、霧雨魔理沙、東風谷早苗外，還追加了魂魄妖夢。
在部落格裡面，作者表示難易度會降低、相對的系統程度也會複雜許多。
也表明了Extra關卡會偏難，殘機的補充也有一定的難度。

## 故事
幻想乡中突然涌现神秘的靈體。
人類、妖怪、以及妖精将那些东西稱之為神靈。
對這個異變感到在意的少女们，便向着可能與這件事有關的冥界奔去……

## 系統

《東方神靈廟》遊戲畫面。在自機中彈或按下指定按鍵後將進入靈界模式（如圖所示），此時自機將處於無敵狀態，而且屏幕上方會出現倒計時。

本作与基本系统的主要差异在于引入了灵界系统，包括灵界计、灵界模式及小神灵三种设定。

### 灵界计
本作中，于左下角新增了由骷髏頭與魂靈圖片構成的靈界计量表。藉在非灵界模式下取得小神灵道具（后述）可以增加灵界计量表数值。灵界计每达到一定数值会增加一个（魂靈符号）单位，上限固定为3个单位。每当灵界计充满1个单位时，画面中自机附近将会分别出现“（魂靈符号）x1”“（魂靈符号）x2”“（魂靈符号）MAX”及特殊音效的提示。进入灵界模式（后述）会消耗灵界计量表。

### 灵界模式
当进入灵界模式时，自机将处于无敌状态，并出现时间倒数。该时间倒数的上限为10.00秒（灵界计达到MAX时），具体数字由进入灵界模式时灵界计的数值决定。倒数中灵界计量表也会徐徐减少，至时间倒数结束（此时灵界计量表归零）就会自动结束灵界模式。
不过，只要SpellCard战中曾进入灵界模式，无论是否是在SpellCard战中进入都将无法取得该SpellCard。
进入灵界模式的方式有两种：
1. 当灵界计充满1个单位以上时，被弹MISS将会自动强制进入灵界模式，当灵界模式结束时会失去1点生命，并失去1.00的Power及在最后所处位置附近产生大量白神灵和7个小红P道具。
2. 当灵界计达到MAX（充满3个单位）时，玩家也可以通过键盘的“C”键自行进入灵界模式。通过这种模式进入灵界模式的话，即使时间倒数结束（量表归零）也不会MISS。

各自机与灵界模式相关的特殊设定详细如下：
- 博丽灵梦：无论自机处于任何位置，在灵界模式中可以自动回收全屏幕产生的小神灵。
- 雾雨魔理沙：在灵界模式时有较高的攻击力和移动速度。
- 东风谷早苗：灵界计量表的回复速度较快（即取得小神灵道具可以增加更多的灵界计量表数值）。
- 魂魄妖梦：在灵界模式中，处于低速模式时也会中止发弹，但无论是否使用低速模式蓄力，自机射击都会強制成为前方中距离、中范围攻击。

### 小神灵
小神灵是本作中新增的道具类别，一共有4种小神灵会在各种条件下出现。小神灵会在它出现的地方逐渐变小直至消失（但变小不影响取得小神灵的效果）。当自机接近到未消失的小神灵附近一定距离时就可以取得小神灵道具。
在本作中除灵界模式下的博丽灵梦外，即使自机位置达到道具回收线以上或使用SpellCard、进入灵界模式、击破BOSS也无法自动回收全屏幕的小神灵。
在非靈界模式下取得小神靈將恢復靈界計的數值。
灵界模式中，取得小神灵（后述）时其效果将会翻倍，但不会增加灵界计量表的数值。
- 蓝神灵（商賣欲）：取得可以增加最大得点10点。(于灵界模式取得时可以增加最大得点100点)

出現方式：较快（以敌人出现判定为标准）击破敌人、或从较近距离攻击BOSS。
（在和Boss重合的位置射击时，产生速度最快；也有特定BOSS不会产生蓝神灵）
某名BOSS的某幾張符卡發動時，會自動吸收藍神靈回復生命，玩家有需要與之爭奪。
- 紫神灵（長壽欲）：取得可以增加1个残机碎片，每达到指定数字时可以增加一个残机，第一次增加残机所需残机碎片数目：8个，之後增加残机所需残机碎片数目：10，12，15，18，20，25（即第二次10个，第三次12个，如此类推）。

出現方式：击破特定敌人产生。
- 绿神灵（Bomb欲）：取得可以增加1个SC碎片，每8个SC碎片可以增加一个SC。

出現方式：击破特定敌人产生。
- 白神灵（對世間的留戀）：和点道具功能相同，但能取得最大得点(不受神灵取得的位置所影响)，并較多地增加灵界计量表数值。

出現方式：大量产生蓝神灵时将会一并产生，自机MISS后或击破BOSS（可能）也会产生。

### Overdrive（符卡暴走）
是類似永夜抄Last Word的一種符卡練習，比Lunatic還要更華麗、複雜、困難的一種符卡練習。
一個頭目只有一張Overdrive符卡（包括蘇我屠自古），基本上全部都是特定一張符卡的強化版。要開啟Overdrive的符卡，首先必須破完特定清單上的全部難度的符卡，最後一張Overdrive符卡才會出現。不限自機不同，不同角色破完不同符卡也行，但自機角色本身並沒有Overdrive的符卡，小傘和鵺也沒有Overdrive的符卡。音樂用的是角色本身的BGM（屠自古用的是道中曲）。
- EX：破完蘇我屠自古的符卡練習

雷矢「ガゴウジサイクロン（元興寺旋風）」（Normal）
雷矢「ガゴウジサイクロン」（Hard）
雷矢「ガゴウジトルネード（元興寺暴風）」（Lunatic）
則可開啟『怨霊「入鹿の雷（入鹿之雷）」』

## 自機角色
本作的自機再度取消掉武器選擇、符卡。取而代之的是高、低速模式所放出的子彈會不同，低速模式下武器會縮近自機集中攻擊（妖夢除外）。
無論遊戲開始或Miss，自機的Power最低都會有1.00。

### 博麗 靈夢
，Hakurei Reimu
- 類型：犯規的自動誘導型（反則のオートマチックタイプ）
- 特殊能力：被彈判定較小
- 靈界模式特殊設定：無論自機處於任何位置，在靈界模式中可以自動回收全螢幕產生的小神靈
- 高速射擊：追蹤御札（ホーミングアミュレット，Homing Amulet）
- 低速射擊：信仰之針（パスウェイジョンニードル，Persuasion Needle）
- 符卡：靈符「夢想封印」（霊符「夢想封印」）

### 霧雨 魔理沙
，Kirisame Marisa
- 類型：信賴的攻擊重視型（信頼のパワータイプ）
- 特殊能力：道具回收較容易
- 靈界模式特殊設定：在靈界模式時有較高的攻擊力和移動速度
- 高速射擊：幻想光束（イリュージョンレーザー，Illusion Laser）
- 低速射擊：魔法飛彈（マジックミサイル，Magic Missile）
- 符卡：戀符「Master Spark」（恋符「マスタースパーク」）

### 東風谷 早苗
，Kochiya Sanae
- 類型：安全的廣範圍攻擊型（安心のワイドタイプ）
- 特殊能力：靈界計量表的回復速度較快（即取得小神靈道具可以增加更多的靈界計量表數值）
- 靈界模式特殊設定：
- 高速射擊：浩蕩東風（マイティウィンド，Mighty Wind）
- 低速射擊：疾風波浪（ウィンドブラスト，Wind Blast）
- 符卡：祕術「灰色奇術」（秘術「グレイソーマタージ」）

### 魂魄 妖夢
，Konpaku Youmu
- 類型：猛烈的居合斬型（猛攻の居合タイプ）
- 特殊能力：雖然無法在低速移動時射擊，但可使用蓄力攻擊，此外低速移動中的判定極小
- 靈界模式特殊設定：在靈界模式時有較高的攻擊力；在靈界模式中，處於低速模式時也會中止發彈，但無論是否使用低速模式蓄力，自機射擊都會強製成為前方中距離、中範圍攻擊
- 高速射擊：劍氣（剣気）
- 蓄力攻擊：結跏趺斬（結跏趺斬）
- 符卡：空觀劍「六根清淨斬」（空観剣「六根清浄斬」）

## 頭目角色
本作敵機的耐久值（血條）位置改變為顯示在敵機周圍，形成一條圓環。時效則顯示在中上方，方便玩家視線移動。（此系統首次再妖精大戰爭開始）
至於，從妖妖夢以來，敵機紅點都會出現「ENEMY」的字樣，但在本作取消，對玩家來說算是不利於目視。

### 西行寺 幽幽子
，Saigyouji Yuyuko
種族：亡靈
能力：引導死亡的能力
別名： 　不戀世的亡靈
住處：白玉樓
登場：《神靈廟》第一關頭目
主題曲： 　亡靈的導引（《神靈廟》）
有腳的亡靈，冥界的大小姐，妖夢的上司，妖妖夢的舊角色。本來以為神靈和冥界有關的靈夢，結果對於搞錯方向的靈夢提示神靈與寺廟墳場有極大關係。
使用妖夢自機時，幽幽子為了要阻止靈夢等人帶著妖夢離開白玉樓去調查神靈事件，因而展開了對戰，但是最後也放心地讓妖夢等人繼續前進調查神靈事件。
妖夢的結局能知道，她依然對西行妖下的屍體感興趣。

### 幽谷 響子
，Kasodani Kyouko
種族：山彥
能力：反射聲音的能力
別名： 
- 　誦經的山彥（《神靈廟》）
- 　陳腐平凡的山彥（《茨歌仙》）

住處：命蓮寺
登場：
- 《神靈廟》第二關頭目
- 《茨歌仙》第九話
- 《心綺樓》觀眾
- 《彈幕天邪鬼》二日目頭目

主題曲： 　門前的妖怪小姐（《神靈廟》）
山彥妖怪，即幽谷響。能夠製造回音。命蓮寺的妖怪僧侶，反對殺生。對靈夢攻擊的理由是因為，襲擊人類算是妖怪僧的修行之一；妖夢的理由則是她以為她的樓觀劍是拿來殺生的。
最近和蜜斯蒂亞組了龐克樂團，不過據目擊者形容很吵。

### 多多良 小傘
，Tatara Kogasa
種族：付喪神
能力：驚嚇人類的能力
別名： 　令人困擾的遺忘物
住處：不明（在命蓮寺修練）
登場：《神靈廟》第三關中頭目
附喪神，唐傘小僧，星蓮船的舊角色。在墓地練習嚇人，結果被打不死的宮古芳香驅離，請求靈夢幫助，被誤以為是妖怪出沒，而被打一頓。但對妖夢是主動攻擊（因為在前回沒見過妖夢的實力）。
加上這次，多多良小傘跟火焰貓燐成為出場次數最多的兩名角色。（限新作）

### 宮古 芳香
，Miyako Yoshika
種族：僵屍
能力：什麼都能吃的能力（人類如果被她啃食掉一部分身體，會暫時變成殭屍）
別名： 　忠誠的屍體
住處：命蓮寺墳場 → 仙界
登場：
- 《神靈廟》第三關頭目、第四關輔助頭目
- 《心綺樓》觀眾
- 《彈幕天邪鬼》四日目頭目

主題曲： 　僵硬樂園（《神靈廟》）
僵屍（道教）。守護大祀廟不受命蓮寺的僧人攻擊，施術者是青娥，用頭上的符咒來操控。
會食去四周的靈體回復體力，被祂的毒爪或毒牙咬到會變成僵屍，力氣也是數一數二大，但速度慢、動作遲鈍，要逃跑是蠻簡單的。
記憶力頗差，對戰後才想起來驅趕妖怪的的目的和自己的主人是誰。
被青娥施術復活的古代日本屍體（靈魂是不是本人的就不得而知了），因此思考迴路像上個世紀。因為是僵屍，所以被靈夢揶揄腦袋也跟著腐敗了。
青娥勸她多做做柔軟操，但這對芳香有點困難。
經常徘徊在命蓮寺的墳墓，會對路過的妖怪進行攻擊，這對命蓮寺造成不少困擾。

### 霍 青娥
，Kaku Seiga
種族：邪仙
能力：穿牆的能力
通稱： 　青娥娘娘
別名：
- 　穿牆邪仙（《神靈廟》）
- 　無理非道的仙人 （《茨歌仙》）

住處：夢殿大祀廟（命蓮寺地底 → 仙界）
登場：
- 《神靈廟》第四關頭目
- 《茨歌仙》第十二話
- 《心綺樓》觀眾
- 《彈幕天邪鬼》四日目頭目

主題曲： 　古代元神（《神靈廟》）
仙人，穿牆邪仙。阻止靈夢進入大祀廟，喜歡操縱屍體。從遠東來到日本傳播道教的仙人，但因為祂為了成仙欺騙夫家，加上為追求力量做了許多偷雞摸狗、見不得光的事，因此被眾仙貶為邪仙。成為仙人已經超過一千多年，這已經遠遠超過一般仙人的年齡。
崇拜的仙人是何仙姑（此設定與《聊齋誌異》一致）。
教導生前的神子張明佛教以求眾生太平、暗自研究道教以求長生不死，但煉丹術終究引領神子步入死亡，因此神子死前習得屍解術，進入長眠。一直守護著大祀廟和神子的大體，殷盼祂復活的一天。
能力雖然是穿牆術，但就是把牆上鑿出一個洞，而那個洞過幾秒鐘會自動復原。
遊戲中的名稱為「青娥娘娘（青娥 娘々）」，芳香則直稱她娘娘。
這是雜談：背景的對聯「霞彩臨門八蜡配天赫濯，海澄啟宇六龍隨地封遷」是台灣台北霞海城隍廟的對聯，且為實景。
名字來自《聊齋誌異》青娥篇裡的男主角霍桓和女主角青娥。因為青娥嫁給霍桓而冠夫姓霍，原姓為武。能力來自於霍桓所持的小鏟。txt的角色設定和聊齋對青娥的設定大體上一致，但原作並沒有表明祂是聊齋的青娥。但無論如何，《聊齋》是本志怪的諷刺短篇小說，青娥會被設定為邪仙可能也與此有關。
因為還沒斷絕人欲，因此她依然貪戀現世，但對於天人之類的官階不那麼在意，比起這些，傳播道教才是她的最終目的。
頭上的髮簪其實是個小鏟子，它能挖的東西與硬度成反比，愈硬的東西愈好挖，軟的東西則愈難挖。

### 蘇我 屠自古
，Soga no Toziko
種族：亡靈
能力：操縱雷電的能力
別名： 　神祇末裔的亡靈
住處：夢殿大祀廟（命蓮寺地底 → 仙界）
登場：
- 《神靈廟》第五關中頭目
- 《心綺樓》觀眾，及結局

豪族亡靈，沒有腳，但有兩條尾巴。以歷史的角度來說，蘇我氏和物部氏是勢不兩立的冤家，但在這裡祂們的關係沒那麼糟，他們兩個還一起愉快地出現在神子的Spell Card中（召喚「豪族亂舞」）。生前的因為是蘇我氏的緣故，和布都屬敵對，但現在兩人（？）會互相扶持（或者說被布都任憑擺佈）。比起布都她認為做為一個亡靈沒什麼不好，因為祂更不喜歡會隨時間凋零的肉體（可能是佛教的涅槃論）。蘇我一族的她現在和布都一樣排斥佛教。
原本應該是和神子一樣成為屍解仙，但因為布都的詭計，原本應該讓靈魂依憑的「壺」被掉包成未燒製過的陶器，因此屠自古的靈魂一進壺裡壺馬上碎裂，她就這樣成為了亡靈。雖然她未成為仙人，但她並未因此憤恨。「操縱雷電」其實是怨靈的一種能力，代表她曾經可能為怨靈，但她現在怨氣消散了，現在的她只是一個普通不過的亡靈。
原型為聖德太子的妻子之一，刀自古郎女。

### 物部 布都
，Mononobe no Futo
種族：人類？（自稱屍解仙的道士）
能力：操縱風水的能力
別名：
- 　古代日本的屍解仙（《神靈廟》）
- 　掌管龍脈的風水師（《心綺樓》）
- 　番町！摔碟的屍解仙（《深秘錄》）

住處：夢殿大祀廟（命蓮寺地底 → 仙界）
登場：
- 《神靈廟》第五關頭目
- 《心綺樓》、《深秘錄》、《憑依華》可用角色
- 《彈幕天邪鬼》九日目頭目
- 可用角色

主題曲： 　大神神話傳（《神靈廟》）
種族不明，似乎是「人」，但已經死過一次了。大祀廟的道士，被神子作為屍解術的實驗品，相信神子的屍解術會成功，自願為神子「死亡」一次，最後如期復活。以為人類的靈夢是來慶祝神子的復活將她帶入神靈廟，結果卻把麻煩引了進來。
做為物部氏的她，信仰的卻不是日本神道教，而是求長生不死的道教。她將物部一族出賣，並暗地操縱蘇我氏，最後導致物部與蘇我的宗教戰爭。但這一切都是算計好的，因為道教人人都能修成長生不死，對於治國會產生不利。佛法嚴禁殺生、講究死後的涅槃，因此立佛派的蘇我氏便派上用場。
神子便用使用佛教教化社會，暗地裡和青娥、布都研究仙術，但最後神子不堪負荷外丹術的侵蝕，而使用了屍解術（屍解仙算是最低等的仙人），而布都願意成為神子的實驗品。確認布都的「屍體」沒發生腐敗，並陷入沉睡後，神子隨後進入長眠。
思考模式就像是脫節的古代人。因為還沒忘記妖怪的恐懼，因此非常厭惡妖怪，會對周圍的妖怪進行無差別攻擊，對於被妖怪襲擊的人類會出手相助。雖然常常跟神子一起行動，但是其他大多的時間都是在修行。
原型來自崇峻天皇之妻，布都姬。

### 豐聰耳 神子
，Toyosatomimi no Miko
種族：聖人
能力：能同時聽十個人說話的能力
別名：
- 　聖德道士（《神靈廟》）
- 　監管宇宙的全能道士（《心綺樓》）
- 　天資英明的仙人（《茨歌仙》）
- 　怪奇！二色披風魔人（《深秘錄》）

住處：神靈廟（命蓮寺地底 → 仙界）
登場：
- 《神靈廟》第六關（最終）頭目
- 《心綺樓》可用角色，秦心路線最終關靈夢支援頭目
- 《茨歌仙》第18話
- 《彈幕天邪鬼》最終日頭目
- 《深秘錄》可用角色，雲居一輪、聖白蓮、秦心、宇佐見堇子路線最終頭目
- 《憑依華》可用角色，物部布都&雲居一輪路線最終頭目（與聖白蓮組隊）

主題曲： 　聖德傳說　～ True Administrator（《神靈廟》）
聖人，每天都得聽一堆願望，但能夠解讀出人類的「十欲」（像是妖夢只有八欲，少了生欲和死欲），同時也是一位死而復生的屍解仙。不同於墮落為妖怪的白蓮，神子是位德高望重的「聖人」。不满命蓮寺直接壓在大祀廟正上方，但大量神靈的出沒也是因為祂即將復活的徵兆。
在幻想鄉出現佛教前就定居於此，並在此「長眠」，等待復活之日。結果聖白蓮在上面建立了寺廟，打算阻礙這位「聖人」的復活，但妖怪的行動還是以失敗告終。
「能同時聽十個人說話的能力」是能夠看透一個人的過去、現在，並推測他的未來，一切的事物都瞞不過神子，雖然這種能力類似讀心術，但比讀心術更廣，這是身為一個聖人與生俱來的能力。
人物原型為聖德太子。聖德太子本名廄戶，又稱豐聰耳、上宮王或廄戶豐聰耳命，推古天皇在位時以皇太子之位輔政，為飛鳥時代推行改革的重要政治家。詳見聖德太子。
成為仙人的動機，是因為不滿人類必須面對生老病死，而同時成為青娥的傳播道教的目標。青娥的目的只是為了傳教，並不想介入政治，但神子聽信道教之後認為道教的確能夠克服死亡，但無法成為治國之道，因此推廣戒律嚴謹的佛教安定百姓，而私底下秘密研究道術。
神子也因為道術而得到奇蹟般的神力，為自己創造的許多豐功偉業，甚至是傳說。但為了長生不死也服用過許多像是丹砂之類的稀有礦物，這些物質逐漸侵蝕神子的身體。最後不要說長生不死，連原來健康的身體也逐漸毀壞。
時日不多的神子最後決定使用屍解術，她害怕一個人實行這項秘術，而布都則願意為神子成為屍解的實驗品，實驗也如期成功（屍體進入「沉睡」而非腐敗），神子覺得安心後便隨布都進入長眠。
原本的計畫是，當這個國家佛教開始式微時，需要一名聖人來統治，而聖人則如期復活。但事出意料，佛教統治這個國家將近一千多年，僧侶們也察覺到神子的計畫，並封印住神子的靈廟不讓神子復活。但神子覺得無所謂，復活的時機隨時都可以，就這樣沉睡將近千年。
一千多年過去，神子的種種神蹟被視為傳說，甚至消失。但這卻成為神子復活的絕佳契機。
神子將她的靈廟遷居到了幻想鄉。這時的幻想鄉還沒有寺廟，沒有佛教的侵擾，再也沒有比這個地方適合復活了。但這時卻有一間佛寺建在靈廟正上方，這間寺院就是命蓮寺。
妖怪寺建立在聖人的靈廟上，這擺明就是挑釁。但妖怪寺卻沒有辦法成功封印住大祀廟，神子便復活了。
復活的神子和布都等人經過討論後，認為聖人的靈廟不應該壓在妖怪寺院底下，因此將道場遷居到一個名為「仙界」的平行世界。
現在祂們住在仙界過著閒雲野鶴的仙人生活，表幻想鄉的道教勢力，與命蓮寺（佛教+妖怪寺）抗衡著。
至於神子會遷居到幻想鄉的原因，因為神子的靈廟正好在幻想鄉範圍內，但神子本身並不知情。
和白蓮屬於競爭關係，會用佛教一些生硬的法規來調侃她，但在求聞口授還是有說有笑。
還蠻擔心有朝一日物部氏的布都會和蘇我氏的亡靈打在一起。

### 封獸 鵺
，Nue Houjyuu
種族：鵺
能力：使人無法辨清實體的能力
別名： 　古代妖怪之一
住處：命蓮寺
登場：《神靈廟》Extra Stage關中頭目
妖怪鵺，星蓮船的舊角色。為了向白蓮報恩，因此從幻想鄉外找來了「強大助手」幫助白蓮抵抗聖人。
結果就是幫白蓮變得更忙，命蓮寺又多出一個妖怪。
如果在時間內（65秒）沒擊破這張符卡，鵺就會自行退去，即中頭目戰結束。

### 二岩 貒藏
，Futatsuiwa Mamizou
種族：化狸
能力：變身能力
別名： 
- 　化狸，十變化（《神靈廟》）
- 　絕無僅有的外來妖怪（《茨歌仙》）
- 　誰也捉不住的狸貓偽裝者（《鈴奈庵》）
- 　隨時提供驚嚇的妖怪狸（《心綺樓》）
- 　侵略吧！宇宙妖怪狸（《深秘錄》）

住處：不明（幻想鄉外界）→ 命蓮寺
登場：
- 《神靈廟》Extra Stage關頭目
- 《茨歌仙》第九話
- 《鈴奈庵》第四話
- 《心綺樓》第五關偽裝變身（秦心路線除外），第六關頭目，同時也是可用角色
- 《彈幕天邪鬼》六日目開場頭目，八日目頭目
- 《深秘錄》可用角色，河城荷取路線最終頭目
- 《憑依華》可用角色

主題曲： 
- 　佐渡的二岩（《神靈廟》）
- 　幻想鄉的二岩（《心綺樓》）

貍貓妖獸，也是非常古老的妖怪。擅長變身術、分身術、以及操弄動物造型的式神犬，主要有靈長型、犬型、鳥型、兩棲型四種。腰上繫著一個酒甕。混在人群當中與人類和平相處生活。和狐狸妖怪處的不好。
因為「變身術」和「正體不明」有些類似，因此和鵺算是臭味相同的老朋友。因為聖人復活會對妖怪造成極大影響，所以遠從幻想鄉外要來一起幫忙阻止聖人復活，結果遲到了。
雖然是妖怪，但並不會害人，這在妖獸之中算稀有了。頂多是惡作劇騙人騙錢，偶爾還會布施窮人。對人類很親切的妖怪，雖然有時候狸貓的詐騙術還是會要人命的。
由於會變身術的關係，進入人間之里時會變成人類的樣子，也時常造訪租書屋鈴奈庵去看書。
在外界似乎是妖怪狸的首領，而幻想鄉內也有許多妖怪狸，而她正好成了這些狸子的首領。
滿月的時候力量會大增，據說還會對月亮打肚子鼓。另外實力和智商在命蓮寺也是數一數二高，寺內的妖怪基本上都會對她使用尊稱。但還是跟寺廟裡的妖怪處的不好，雖說如此，寺內的妖怪若受委屈時也還是會找她商量並請她出面處理。
有一種說法是，妖獸的尾巴大小代表了她的強度。
原型是佐渡島的妖怪貍首領「二岩團三郎」。

## 關卡流程
| 關卡   | 關卡名稱 | 中文譯名               | 地點                 | 中頭目      | 頭目                 |
| ------ | -------- | ---------------------- | -------------------- | ----------- | -------------------- |
| 第一關 |          | 即使死了也要愉快地     | 夜櫻的冥界（夜桜の冥界）       | 幽靈        | 西行寺 幽幽子        |
| 第二關 |          | 門前的妖怪誦著未學之經 | 命蓮寺參道（命蓮寺參道）       | 幽谷 響子   | 幽谷 響子            |
| 第三關 |          | 直線的樂園             | 命蓮寺墓地（命蓮寺墓地）       | 多多良 小傘 | 宮古 芳香            |
| 第四關 |          | 加速的嗜欲             | 夢殿大祀廟的洞窟（夢殿大祀廟の洞窟） | 霍 青娥     | 霍 青娥 ＆ 宮古 芳香 |
| 第五關 |          | 隱然的妖靈之血         | 夢殿大祀廟（夢殿大祀廟）       | 蘇我 屠自古 | 物部 布都            |
| 最終關 |          | 以和為貴               | 神靈廟（神霊廟）           | 不適用      | 豐聰耳 神子          |
| Extra  |          | 揭起反叛的狼煙吧！     | 命蓮寺（）           | 封獸 鵺     | 二岩 貒藏            |

- 第四面的彈幕是由霍青娥和宮古芳香所構成的，但自機必須攻擊到青娥才算有效擊中，若在敵機的非符卡發動階段對芳香持續攻擊，則會使芳香「癱瘓」該階段（芳香便不再攻擊），但此方法會使青娥的攻擊加劇，直到進入符卡階段。
- 進入符卡時擊破芳香的話，青娥的攻勢將會減弱，並為她持續恢復，此時的癱瘓時間只有五秒左右（實際攻勢只是停止了一至兩秒），但同樣的，必須攻擊青娥才算成功擊中敵機。

## 真實場景
第四關神靈廟的入口廟門取材於台灣的台北霞海城隍廟。

## 附注
1. ↑  .   [2013-04-05]. （原始内容存档于2016-09-21）.
2. ↑  大稻埕霞海城隍廟 - 數位典藏與數位學習國家型科技計畫 成果入口網 （页面存档备份，存于）。大稻埕霞海城隍廟即台北霞海城隍廟，對照真實廟景之對聯、門神、燈籠等，均與遊戲畫面第四關頭目之背景完全相同。

## 外部連結
- 東方神靈廟 官方網站 （页面存档备份，存于） （日語）
- 東方Project第13弾　東方神霊廟　～ Ten Desires.（页面存档备份，存于） （日語）
- 台北霞海城隍廟 （页面存档备份，存于）